# Paz Alicia Garciadiego
Paz Alicia Garciadiego (Ciutat de Mèxic - 4 de setembre de 1949) és una guionista mexicana coneguda pel seu treball en les pel·lícules del seu espòs, Arturo Ripstein. En 2003 se li va concedir la nacionalitat espanyola per carta de naturalesa.
Filla d'una família de classe mitjana, va créixer a Colonia Juárez (Ciutat de Mèxic) i des de ben jove gaudia escoltant i llegint històries amb la seva àvia. Es va graduar a una escola catòlica el 1968 i després de tenir el primer fill va estudiar filosofia, literatura i estudis llatinoamericans a la Universitat Nacional Autònoma de Mèxic (UNAM).
Va començar a treballar com a escriptora a la Secretaría de Educación Pública adaptant clàssics literaris i episodis d'història mexicana a còmics, després va treballar escrivint contingut educatiu per a infants a la Unidad de Televisión Educativa y Cultural (UTEC). Allí va conèixer el director Arturo Ripstein i hi van fer l'adaptació d'El gallo de oro de Juan Rulfo, que seria la seva primera col·laboració El imperio de la fortuna (1986), guanyadora de Premis Ariel en categories diferents. El 2013 Garciadiego va rebre el premi Salvador Toscano de la Cineteca Nacional, de la Fundación Carmen Toscano i de l'Academia Mexicana de Artes y Ciencias Cinematográficas.

## Guions
- El carnaval de Sodoma (2006)
- La virgen de la lujuria (2002)
- La perdición de los hombres (2000)
- Así es la vida (2000) (basada en Medea)
- El coronel no tiene quien le escriba (1999) (basada en la novel·la homònima de Gabriel García Márquez)
- El evangelio de las maravillas (1998)
- Noche de paz (1998)
- Profundo carmesí (1996)
- La reina de la noche(1994)
- Principio y fin (1993)
- La mujer del puerto (1991)
- Ciudad de ciegos (1991)
- Mentiras piadosas (1987)
- El imperio de la fortuna(1986)